# Multiplicité de spin
En chimie quantique et en physique atomique, la multiplicité de spin, ou plus simplement multiplicité, mesure la dégénérescence des fonctions d'onde électroniques, c'est-à-dire le nombre de celles qui ne diffèrent que par l'orientation de leur spin. Si S représente le spin résultant des électrons d'un atome, la multiplicité vaut 2S+1. Elle résulte des règles de Hund, qui favorisent le remplissage d'orbitales dégénérées chacune par un électron célibataire, et mesure le nombre de configurations électroniques de même énergie :
- Lorsque tous les électrons sont appariés (configuration de spins {\displaystyle {\begin{smallmatrix}\uparrow \downarrow \end{smallmatrix}}}), la multiplicité vaut 1, car il n'y a qu'un état quantique possible à l'état fondamental : celui dans lequel tous les électrons sont appariés (la multiplicité vaut 2 × 0 + 1 = 1) ; c'est ce qu'on appelle un état singulet.
- Avec un électron célibataire, deux états quantiques sont possibles, un par direction du spin de cet électron ({\displaystyle {\begin{smallmatrix}\uparrow \end{smallmatrix}}}, {\displaystyle {\begin{smallmatrix}\downarrow \end{smallmatrix}}}) ; la multiplicité vaut dans ce cas 2 × 1/2 + 1 = 2 : on parle d'état doublet.
- Avec deux électrons célibataires chacun sur une orbitale atomique, quatre états quantiques sont possibles ({\displaystyle {\begin{smallmatrix}\uparrow \uparrow \end{smallmatrix}}}, {\displaystyle {\begin{smallmatrix}\uparrow \downarrow \end{smallmatrix}}}, {\displaystyle {\begin{smallmatrix}\downarrow \uparrow \end{smallmatrix}}}, {\displaystyle {\begin{smallmatrix}\downarrow \downarrow \end{smallmatrix}}}) ; lorsque les électrons sont de spin opposé, leur multiplicité vaut 2 × (1/2 - 1/2) + 1 = 1 et on a affaire à un état singulet, mais lorsqu'ils sont de spin parallèle, on parle d'état triplet : leur multiplicité est alors en effet égale à 2 × (1/2 + 1/2) + 1 = 3.